# Lamborghini Countach
Lamborghini Countach – supersamochód klasy średniej produkowany przez włoską markę Lamborghini w latach 1974–1990.

## Etymologia
Swoją nazwę samochód zawdzięcza, pochodzącemu z języka piemonckiego, wyrażeniu, którego używał jeden z członków zespołu pracującego przy budowie prototypu. Słowo to miało wyrażać zdumienie, zachwyt.
LP500 określa położenie silnika (it. Longitudinale Posteriore; centralnie, wzdłużnie umieszczony silnik) oraz jego pojemność.

## Historia i opis modelu

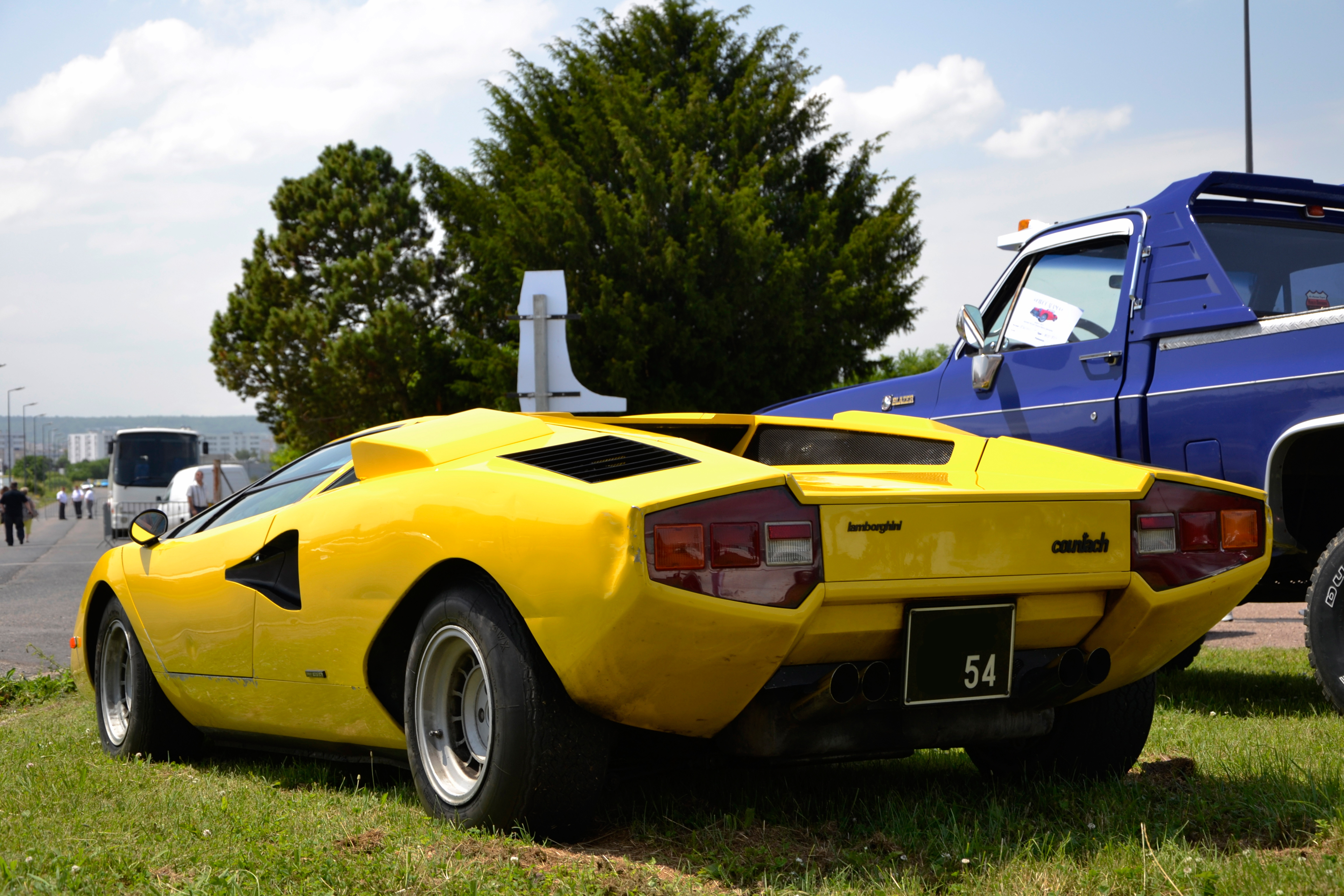
Lamborghini Countach - tył

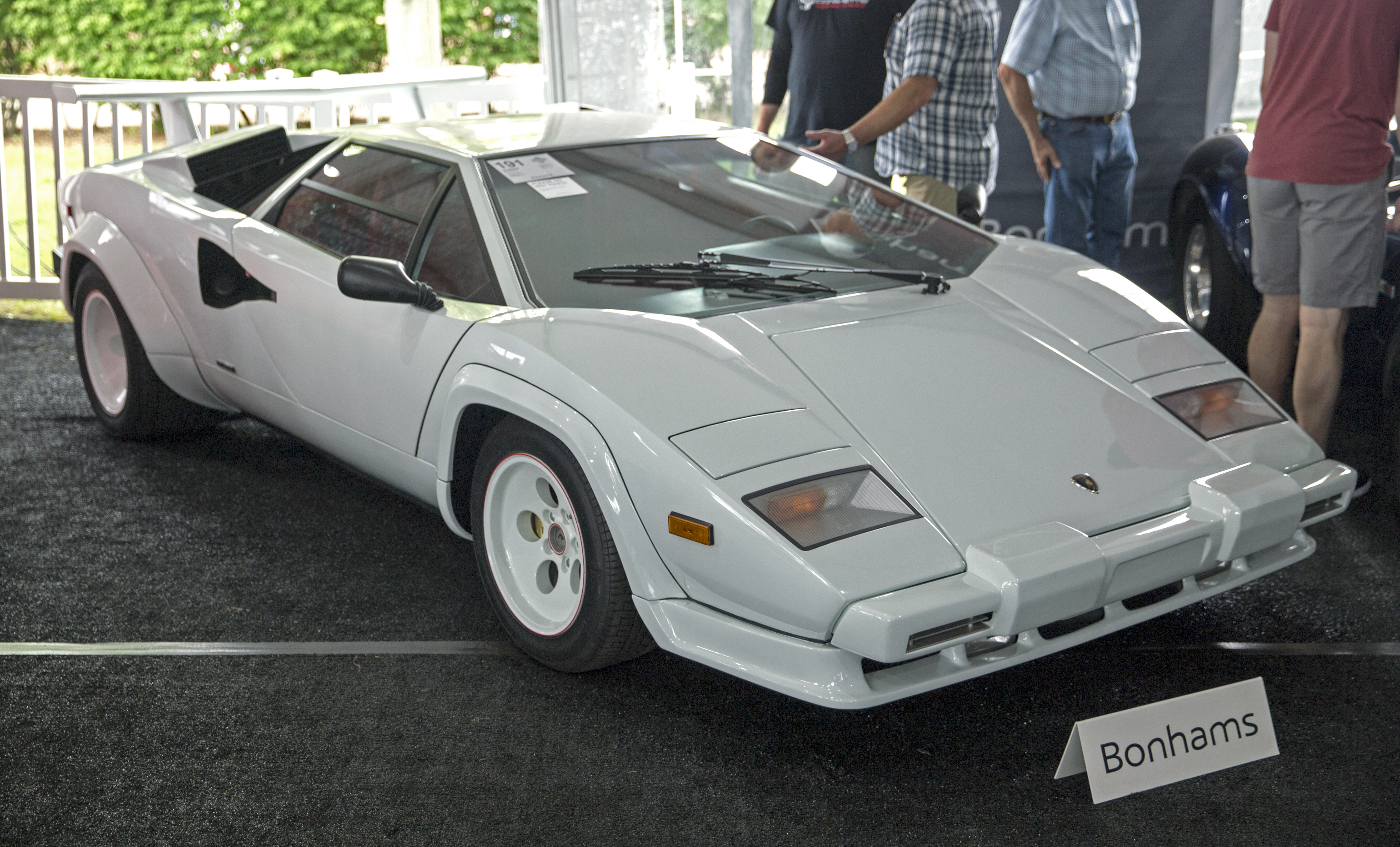
Lamborghini Countach 5000 QV

Nadwozie samochodu zaprojektował Marcello Gandini z Bertone, który pracował również przy wcześniejszych modelach Lamborghini. Samochód charakteryzował się otwieranymi do góry drzwiami. Zaprezentowany w Genewie żółty egzemplarz miał futurystyczne wnętrze, pozbawione analogowych wskaźników. Silnik, przeniesienie napędu i cała konstrukcja nadwozia były dziełem inżynierów Lamborghini pod kierownictwem Paolo Stanzaniego. Płytę podłogową wykonano ze stali, natomiast układ napędowy zbudowano z magnezu. Silnik zamontowano centralnie, wzdłużnie. Miał 5 litrów pojemności skokowej i 12 cylindrów w układzie V.
Zaprezentowany w 1971 Countach LP500 został wybrany na następcę Miury, jednak samochodu nie wprowadzono do sprzedaży ze względu na problemy techniczne. Najpoważniejszym z nich było przegrzewanie się silnika. Modyfikacja układu chłodzącego nic nie dała, dlatego też zrezygnowano z 5-litrowego silnika na rzecz mniejszego o pojemności 3,9 litra z Miury. Lecz silnik dalej miał problemy z przegrzewaniem się, więc powiększono istniejące wloty powietrza i dodano nowe za drzwiami. 
Problemy techniczne opóźniły wprowadzenie Countacha do produkcji o 3 lata.
Powstały dwa prototypy. Pierwszy, czerwony trafił do kierowcy testowego Lamborghini. Natomiast drugi, zielony został zaprezentowany w 1973 w Genewie i jest uznawany za pierwszy produkcyjny egzemplarz tego modelu. Obecnie samochód znajduje się w Muzeum Lamborghini. Sprzedaż Countacha LP400 zaczęła się 11 kwietnia 1974.
Żółty egzemplarz, który został zaprezentowany w Genewie, został zniszczony podczas testu zderzeniowego.
W przeciwieństwie do LP500, LP400 oparty jest na stalowej ramie przestrzennej, spawanej z rurek o średnicy 4 cm. Nadwozie jest o 13 cm dłuższe i wykonano je w całości z aluminium, dzięki czemu auto waży zaledwie 1065 kg. Countach wyposażony był w unoszone światła, zamontowane za kloszami kierunkowskazów i świateł pozycyjnych. Z tyłu za komorą silnika znalazł się bagażnik o pojemności 240 l. Wnętrze było niezwykle proste, ale wykonane w skórze. Silnik LP400 to dobrze znana 3,9-litrowa, gaźnikowa jednostka napędzająca praktycznie wszystkie Lamborghini od 1966. Wprowadzono w niej sporo zmian, dzięki czemu moc wynosiła 276 kW (375 KM). Aby uzyskać odpowiednią trakcję zastosowano dyferencjał z ograniczonym poślizgiem. LP400 osiągał prędkość max. 316 km/h co czyni z niego najszybszego seryjnego Countacha. Jednak prowadzenie pozostawiało wiele do życzenia za sprawą wąskich i wysokich opon. Auto miało również inne wady: mało miejsca w kabinie, ciężko pracująca kierownica, skrzynia biegów, sprzęgło, hałas i nieprzyjemny zapach benzyny w kabinie, jednak takie mankamenty były czymś normalnym w superautach z tamtych czasów. 
Countach LP400 jest uważany za najlepszy sportowy samochód tamtych czasów, co jednak nie wpłynęło na zmianę sytuacji finansowej firmy. W roku wprowadzenia samochodu do sprzedaży, Ferruccio Lamborghini sprzedał swoją fabrykę, a w 1978 firma ogłosiła bankructwo. Powstało tylko 2049 sztuk tego auta, dzisiaj jest rarytasem dla kolekcjonerów.
Godny szczególnej uwagi jest prawie w ogóle nieznany fakt wyprodukowania przez firmę na indywidualne zamówienie, jeszcze w 1999 roku limitowanej (dwie sztuki) wersji Countach Bart stworzonej specjalnie dla zamożnych fanów Lamborghini z Belgii oraz z Francji. 
Nazwa Countach Bart pochodzi od imienia belgijskiego stylisty (z pochodzenia Polaka), który wynegocjował z Lamborghini warunki sprzedaży dwóch ostatnich w historii egzemplarzy auta. Obecnie widok Lamborghini Countach Bart cieszy oczy mieszkańców Brukseli oraz Cannes.

## Dane techniczne

### Lamborghini Countach LP400
Źródło:

Produkowany w latach 1974–1978

#### Wymiary
- Długość: 4140 mm
- Szerokość: 1890 mm
- Wysokość: 1070 mm
- Rozstaw osi: 2450 mm

#### Silnik
- Typ silnika: V12 24v
- Pojemność skokowa: 3919 cm³
- Skrzynia biegów: 5-biegowa (M)
- Moc: 276 kW (375 KM) przy 8000 obr./min
- Moment obrotowy: 365 Nm przy 5000 obr./min

#### Osiągi
- 0–100 km/h: 5,6 s
- 0–1000 m: 25,2 s
- Śr. zużycie paliwa: 23 l/100 km
- Prędkość maksymalna: 316 km/h
- Stosunek masy do mocy: 2,84 kg/KM

#### Inne
- Napęd: tylny
- Masa: 1065 kg
- Opony: Pirelli P7
- Rozmiar kół pojazdu:
  - przód: 205/70 VR 14
  - tył: 215/70 ZR 14
- Pojemność zbiornika paliwa: 120 l (2 × 60 l)
- Pojemność bagażnika: 240 l

### Lamborghini Countach LP500S
Produkowany w latach 1985-1990

#### Wymiary
- Długość: 4140 mm[7]
- Szerokość: 2000 mm[7]
- Wysokość: 1070 mm[7]
- Rozstaw osi: 2450 mm[7]

#### Silnik
- V12 5,2 l (5167 cm³), DOHC[7]
- Układ zasilania: sześć podwójnych gaźników Weber[7]
- Średnica cylindra × skok tłoka: 81,00 mm × 75,00 mm[7]
- Stopień sprężania: b.d.
- Moc maksymalna: 461 KM przy 8000 obr./min[7]
- Maksymalny moment obrotowy: b.d.

#### Osiągi
- Przyspieszenie 0-80 km/h: b.d.
- Przyspieszenie 0-100 km/h: b.d.
- Prędkość maksymalna: 298 km/h[7]